# Råkärr
Råkärr är en sjö i Lilla Edets kommun i Bohuslän och ingår i Göta älvs huvudavrinningsområde.

## Bilder

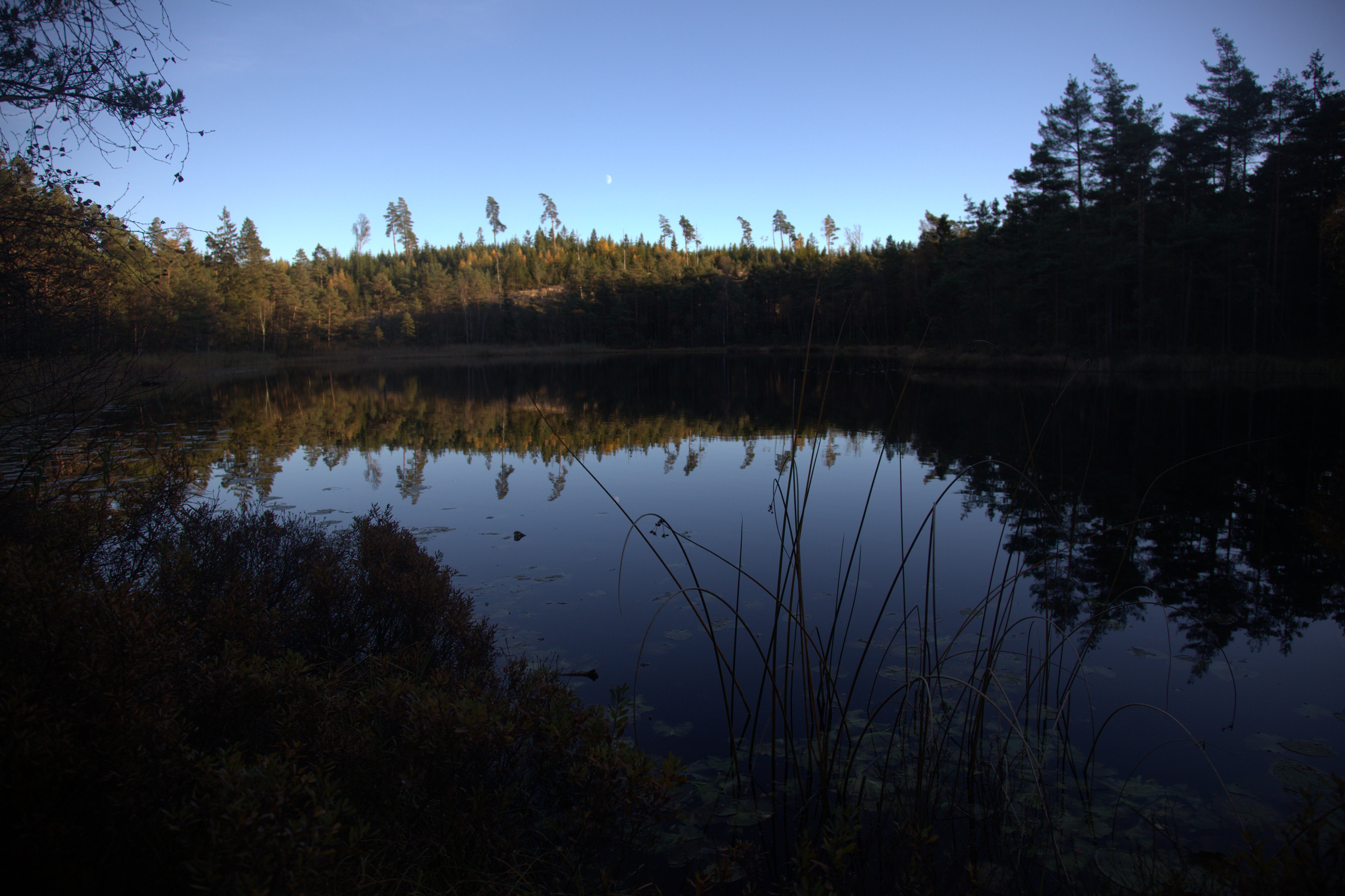
Vid sjökanten i nordöstra hörnet av sjön